# Ічкі Джамісі
Ічкі Джамісі (крим. İçki Camisi) — мечеть у містечку Ічкі Феодосійського району Автономної Республіки Крим.
Режим роботи згідно з графіком намазів, в наявності є навчальні класи та приміщення для обмивання.